# سام ماكفاي
سام ماكفاي (بالإنجليزية: Sam McVey)‏ مواليد 17 مايو 1884 في وادير - الوفاة 23 ديسمبر 1921 في نيويورك، كان ملاكم أمريكي سابق صنّف ضمن فئة الوزن الثقيل.

## إحصائيات
خاض خلال مسيرته 96 نزالا، فاز في 65 وتعادل في 12 وخسر في 16. فاز بالضربة القاضية في 47 نزالا.

## روابط خارجية
- سام ماكفاي على موقع بوكس ريك (الإنجليزية) (registration required)